# Privatna praksa (TV serija)
Privatna praksa (engl. Private Practice) je spin-off Uvoda u anatomiju i prati život Adison Montgomeri otkada je napustila "Sijetl grejs" da bi se pridružila privatnoj praksi u Los Anđelesu. Premijera serije je bila 26. septembra 2007. godine na kanalu ABC, dok je u Srbiji prvi put prikazana 14. septembra 2009. godine na kanalu Foks Lajf.

## Lokacija
U "Privatnoj praksi" ima dosta scena napolju, koje su snimane u Santa Monici, Kalifornijskom gradu. Zgrada prakse je u stvari banka u Santa Monici.

## Sezone
| Sezona | Sezona | Epizoda | Premijerno emitovanje | Premijerno emitovanje |
| Sezona | Sezona | Epizoda | Početak emitovanja    | Završetak emitovanja  |
| ------ | ------ | ------- | --------------------- | --------------------- |
|        | 1      | 9       | 26. semptembar 2007.  | 5. decembar 2007.     |
|        | 2      | 22      | 1. oktobar 2008.      | 30. april 2009.       |
|        | 3      | 23      | 1. oktobar 2009.      | 13. maj 2010.         |
|        | 4      | 22      | 23. semptembar 2010.  | 19. maj 2011.         |
|        | 5      | 22      | 29. semptembar 2011.  | 15. maj 2012.         |
|        | 6      | 13      | 25. semptembar 2012.  | 22. januar 2013.      |

## Spoljašnje veze
- Privatna praksa na sajtu  (jezik: engleski)